# Quelat

Complex metall-EDTA

Un quelat o un segrestant és un compost químic format per un ió metàl·lic lligat per diversos lligams covalents a una estructura heterocíclica de compostos orgànics com aminoàcids, pèptids o polisacàrids.
L'element lligat per un quelat queda impedit de seguir les reaccions químiques que tindria en cas d'estar lliure.
El nom de quelat prové de la paraula grega chele, que significa urpa o pinça (de cranc) i altres crustacis i es refereix a la forma per la qual els ions metàl·lics són empresonats en el compost.

## Quelació
Quelació és la formació o presència de dos o més enllaços separats entre un lligand polidentat (amb molts enllaços) i un àtom simple central.
Normalment aquests lligands són compostos orgànics i s'anomenen quelants o agents quelants o agents segrestadors.
El lligand forma un complex quelat amb el substrat. Els complexs quelat contrasten amb el complex de coordinació compostos de lligands monodentats, els quals formen només un enllaç amb un àtom central.

## L'efecte quelat
L'efecte quelat descriu l'afinitat incrementada dels lligands quelants per a un ió metàl·lic comparada amb l'afinitat d'una col·lecció de lligands no quelants similars per al mateix metall.

## Història
El terme quelat va ser usat, el 1920, per primera vegada per Sir Gilbert T. Morgan i H. D. K. Drew"

## Quelats importants
Alguns quelats són compostos importants per a la vida en la terra, com és el cas de l'hemoglobina i la clorofil·la.
La clorofil·la dels vegetals és la responsable de l'absorció dels fotons de la llum solar i és un quelat de magnesi.
L'hemoglobina, de la sang és responsable del transport d'oxigen (O₂) i diòxid de carboni (CO₂) i és un quelat de ferro.
En medicina, els quelats tenen com a principals aplicacions el tractament d'enverinaments (per exemple de plom o de mercuri)i la correcció de deficiències nutricionals minerals.
En laboratoris químics els agents quelants poden ser utilitzats per capturar ions metàl·lics en solucions.
Les sals del quelat EDTA (àcid etilenodiaminotetracètic =(HO₂CCH₂)₂NCH₂CH₂N(CH₂CO₂H)₂) es fan servir en els detergents per a complexar el calci o en medicina en casos d'intoxicació per metalls pesants.
En l'actualitat es coneixen milers de lligands quelatants sintètics o naturals.